# Иван Михайлов (боксьор)
Вижте пояснителната страница за други личности с името Иван Михайлов.
Иван Михайлов е български боксьор от полулека категория, който се състезава за отбора на България в края на 60-те и началото на 70-те години.

## Биография
Иван Михайлов е роден на 25 декември 1944 година в Сливен. Първия си успех в спорта постига през 1967 г., когато печели бронзов медал на шампионата на Европа в Рим. Участва в Летните олимпийски игри през 1968 г. в Мексико. На олимпиадата достига до полуфиналите и там губи с 1:4 от британеца Алберт Робинсон. Така печели бронзов медал.